# Hieronim Bosch

Autograf Boscha

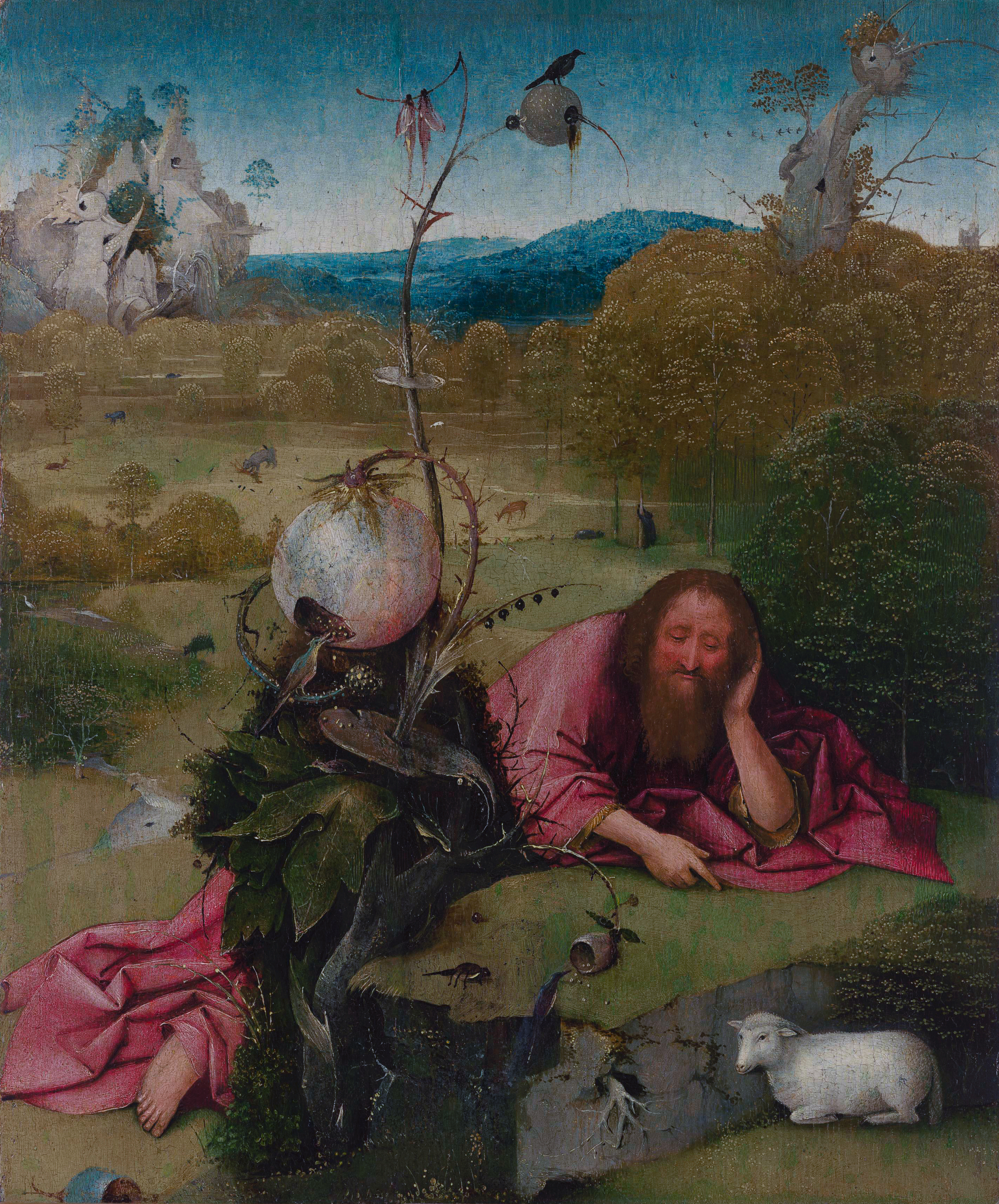
Św. Jan Chrzciciel

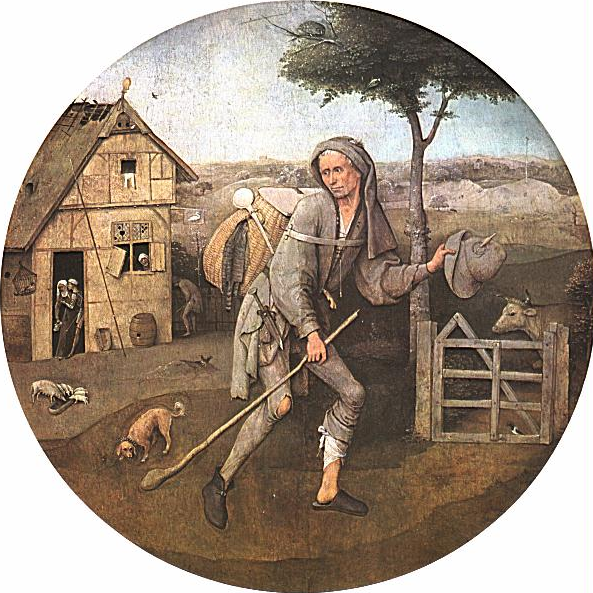
Wędrowiec

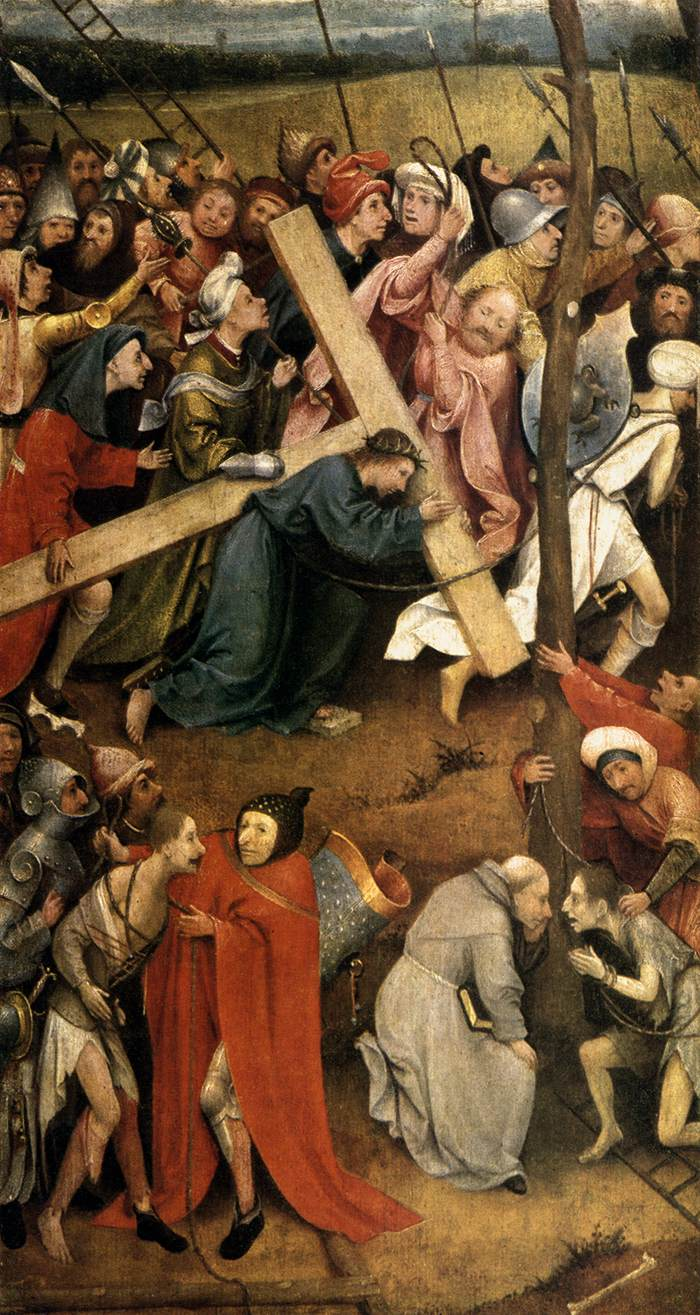
Niesienie krzyża

Hieronim Bosch, właśc. Jheronimus Bosch [wym. ɦijeːˈɾoːnimʏs ˈbɔs wymowaⓘ ] (ur. ok. 1450 w ’s-Hertogenbosch, poch. 9 sierpnia 1516 tamże) – niderlandzki malarz i rysownik przełomu późnego gotyku i wczesnego renesansu północnego, kontynuator stylu malarskiego ostatniej generacji prymitywistów flamandzkich.
Jego twórczość charakteryzuje złożona symbolika, dotycząca w wielu przypadkach grzeszności i niedoskonałości człowieka, poprzez swą zawiłość nie do końca jasna dla odbiorców. Mówi się, że malarstwo Boscha stanowiło inspirację dla XX-wiecznych surrealistów.

## Życiorys
Prawdziwe nazwisko artysty to Hieronymus (Jeroen) Anthoniszoon van Aken – IPA jəˈrun ɑnˈtoːnɪsoːn vɑn ˈaːkə(n). Pochodził z rodziny malarzy van Aken, znanej już ze źródeł w XIII wieku, najprawdopodobniej z Akwizgranu; w języku niderlandzkim nazwa ta oznacza dawną stolicę cesarstwa Karola Wielkiego. Sygnował niektóre obrazy jako Bosch – skrót od miasta swego urodzenia – ’s-Hertogenbosch w którym spędził większą część życia. To miasto obecnie leżące w południowej Holandii, za życia artysty usytuowane było w północnej części historycznej Brabancji, wchodzącej w skład Księstwa Burgundii.
Niewiele wiadomo o jego życiu. Jako 13-latek był świadkiem wielkiego pożaru – temu traumatycznemu przeżyciu niektórzy przypisują dziwaczność jego dzieł. Około 1480 roku poślubił Aleyt Goyaerts van der Meervenne, córkę Postelliny i Goyarta wywodzących się z bogatego rodu. Aleyt wniosła Boschowi w posagu żyzne tereny wraz z miasteczkiem Oirschot, którymi artysta zarządzał, mimo konfliktów z rodzicami małżonki. Był zręcznym administratorem.
Od 1486, albo wcześniej artysta reprezentował Bractwo Najświętszej Marii Panny działające przy katedrze św. Jana w ’s-Hertogenbosch, zrzeszające ok. 40 wpływowych obywateli tegoż miasta. Do Bractwa należał między innymi Allert de Hamael, architekt, znany z prac nad rozbudową transeptu i nawy głównej katedry, którą Bosch uposażył w kilka dzieł: cykl malowideł, wizerunek Ukrzyżowanego i witraż.
Za życia zyskał sławę, o czym świadczą zapisy w rejestrach cechowych, zlecenie namalowania Sądu Ostatecznego dla księcia burgundzkiego Filipa Pięknego, czy obecność jego dzieł na dworach, m.in. Kuszenie św. Antoniego znajdowało się w zbiorach Małgorzaty Habsburskiej, namiestniczki Niderlandów. Ponadto wśród zleceniodawców Boscha pojawiają się nazwiska van Hoss i Bergh, dwóch znakomitych rodów ’s-Hertogenbosch. Malarz tworzył też w kilku okolicznych miejscowościach.
Za jego życia sława rozeszła się także poza granice lokalnej społeczności – prócz wspomnianych zleceń, jego dzieła pojawiały się już w miejscach bardzo odległych od jego rodzinnego miasta, co przeczy hipotezie, jakoby Bosch nigdy go nie opuszczał. Niektórzy badacze wskazują na możliwość odbycia przez niego podróży do Włoch w latach 1500–1504. Nie zachowały się żadne dokumenty dotyczące jego życia w rodzinnym mieście w tych latach, dodatkowo pewne cechy jego dzieł po tym okresie (np. wzrastająca rola pejzażu) wskazują na pokrewieństwo stylistyczne z ówczesnym malarstwem włoskim. Kilka malowideł artysty pojawiło się też w kolekcjach weneckich, co zdaje się potwierdzać hipotezę o podróży malarza.
Po śmierci artysta zyskał wielkie uznanie, a jego dziełami zainteresowali się najbogatsi kolekcjonerzy dzieł sztuki m.in. król hiszpański, Filip II, stąd największa ich kolekcja znajduje się obecnie w muzeum Prado w Madrycie. Ponadto dzieła były wielokrotnie kopiowane oraz wywarły silny wpływ na twórczość m.in. Lucasa van Leyden, Pietra Bruegla Starszego, a ponadto, Jana Wellensa de Cocka, Hieronymusa Cocka, Jana Mandyna, Herriego met de Bles, Pietera Huysa i innych.

## Twórczość
Hieronim Bosch reprezentuje młodszą generację prymitywistów niderlandzkich stąd też jego dzieła są postrzegane zarówno w kontekście sztuki późnego średniowiecza, jak i w kategoriach nowożytności. Artysta preferował malarstwo (głównie olejne) i rysunek. W swojej twórczości osiągnął szeroki zakres tematyczny, począwszy od scen z życia codziennego o bogatych treściach obyczajowych, poprzez wątki fantastyczne wpisane w sceny religijne, lub autonomiczne dzieła obrazujące irracjonalny świat, aż do malarstwa religijnego.

### Technika i kolorystyka
Technika Boscha różniła się od stylu innych malarzy holenderskich sposobem nakładania farby. Podczas gdy sztukę flamandzką cechowała ogólnie delikatna, „nierzeczywista” powierzchnia malowideł, obrazy Boscha charakteryzują się chropowatą fakturą. Jako pierwszy malarz w Europie Północnej w swoich dziełach pozostawiał wyraźne ślady pędzla, nie dążył do wygładzenia powierzchni. Taki zabieg służył dla podkreślenia ekspresji, która często stanowi dopełnienie do treści dzieł. Artysta nie preferował innowacji w użyciu materiału, malował zgodnie z tradycją sięgającą gotyku, nakładając na biały podkład deski najpierw czarny kontur kompozycji, a następnie za pomocą cielistej podmalówki zaznaczał rozkład walorów, na końcu dopiero cienką warstwą nakładał kolorowe farby. Hieronim Bosch wielką wagę przykładał także do przedmiotów, postaci, stworzeń rozmieszczonych w dalszych planach, mimo pewnego spłaszczenia przestrzeni elementy rozmieszczone w głębi tworzą na równi z pierwszym planem ważną część treści obrazu. Szczegóły, elementy tła, są wykonywane z nie mniejszą precyzją, niż główne postaci i motywy. Przykładami są dzieła z dojrzałego okresu twórczości, Pokłon Trzech Króli, Tysiącletnie królestwo (część środkowa Ogrodu rozkoszy ziemskich), na którym z wielką rzetelnością zostały przedstawione maleńkie postaci potomków Adama, Kuszenie Św. Antoniego lub Epifania, z jej sugestywnym przedstawieniem Jeruzalem.
Bosch korzystał z szerokiego wachlarza barw. W pierwszej fazie twórczości kolorystyka jest achromatyczna, nasycona oscylująca wokół żółci, czerwieni, błękitów i brązów. W następnej dokonuje szeregu zmian, polegających na wzbogaceniu tonacji barwnych lub zminimalizowaniu barw do kilku, a nawet jednej. Przy użyciu wielu tonacji jednej barwy powstał m.in. dyptyk Piekło i Potop (Rotterdam) oraz Msza św. Grzegorza, umieszczona na zewnętrznych skrzydłach Epifanii. Ingerencja innych barw jest tu niewielka. W podobnym stylu namalował Wędrowca, gdzie tonacja barw oscyluje wokół szarości i brązów. Nieobca artyście była także technika grisaille (odwrocie Świętego Jana na górze Patmos). Doświadczenia z walorem i kolorem Bosch połączył w ostatniej fazie twórczości.
Narysował wiele szkiców, część z nich stanowiła punkt wyjścia do obrazów. Z prac Boscha zachowały się szkice różnych postaci (głównie wieśniaków, żebraków i kalek), fantastycznych stworów, albo karykatur będących połączeniem obu tematów. Zachowały się też szkice do „Statku szaleńców” i „Śmierci skąpca”, z których potem korzystał Pieter Bruegel starszy i jego synowie. Szkice te przedstawiają nie tylko kompozycyjny układ dzieła, ale też wiele szczegółów, które w znacznej części twórca powielił w obrazie. Szkicował piórem, oszczędzając przy tym powierzchnię papieru.

### Przemiany stylowe
Bosch tworzył przede wszystkim na zlecenie Kościoła katolickiego, jak i świeckich notabli. W jego oeuvre przeważa typowa dla późnośredniowiecznego malarstwa tematyka religijna, jednakże już we wczesnej fazie twórczości artysta wprowadza wątki moralizatorskie i elementy fantastyczne. W fazie dojrzałej Bosch używa najwięcej wątków irracjonalnych i tworząc dzieła o skomplikowanej interpretacji. Wówczas namalował kilka tryptyków, z których najsłynniejszy to Ogród rozkoszy ziemskich, przedstawiający raj z Adamem i Ewą wśród fantastycznych zwierząt na lewym panelu, rozkosze ziemskie w części środkowej i piekło z różnorodnymi narzędziami tortur dla grzeszników na panelu prawym. W późnym okresie pojawiają się przedstawienia świętych, m.in. Krzysztofa, Jana Chrzciciela, Jana Ewangelisty.

### Źródła i inspiracje
Rzadko spotykana u innych malarzy tematyka i mnogość wyjątkowych, charakterystycznych dla Boscha wątków, szczególnie bogactwo demonografii przyczyniły się do rozmaitych przypuszczeń. Poszukiwanie źródeł inspiracji należy rozpatrywać w sposób indywidualny w stosunku do danego obrazu, lub grupy dzieł, w których jest rozmaite natężenie motywów wywodzących się z bezpośrednio z przewrotnej wyobraźni artysty. Spośród hipotez o negatywnym wydźwięku wyróżnia się podejrzenie uprawiania astrologii, alchemii, o sympatię Boscha dla heretyckich ideologii różnych sekt pojawiających się licznie w szesnastowiecznej Holandii, z adamitami na czele. Pojawiły się też przypuszczenia, że malował dzieła dla sekty Wolnego Ducha, związanej z osobą Jacoba van Almaengien – wiele motywów i treści zawartych w jego dziełach często odbiegają od wzorców ściśle chrześcijańskich, sięgając do znaków kojarzących się z ludowymi podaniami, judaistycznych czy nawet magicznych. Możliwe też, że Bosch zawarł w swoich dziełach tajemnice niezaspokojonej psychiki w sposób silny uderzające na podświadomość malarza, lub też dzieła są rezultatem halucynacjami umysłu twórcy. Z tym przypuszczeniami kontrastuje hipoteza o wrażliwości Boscha, który mimo chrześcijańskiej postawy, znajomości Pisma Świętego, pisma Ojców Kościoła, źródeł hagiograficznych, był często zmuszony do duchowych walk z rozmaitymi pokusami, myślami o grzechu, seksualnymi obsesjami, ranami które zadał artyście obraz społecznej degrengolady. Nigdy nie było jednak jednoznacznych dowodów to potwierdzających, a coraz częściej badacze jego twórczości skłaniają się ku twierdzeniu, że jego sztuka odzwierciedla sytuację społeczną w Niderlandach za jego czasów i jest spójna z literaturą dydaktyczną i kazaniami późnego średniowiecza, pismami ówczesnych teologów z Erazmem z Rotterdamu na czele. Ponadto wpływ na twórczość miała miejscowa tradycja ludowa, folklor, niderlandzkie przysłowia. Artysta obserwował społeczeństwo zarówno bogate, jak biedne podczas licznych festynów w ’s-Hertogenbosch, a potem odtwarzał w swych obrazach. Silny wpływ na twórczość mogła wywrzeć sztuka późnogotycka w Brabancji z katedrą św. Jana w jego rodzinnym ’s-Hertogenbosch na czele, której bogatą rzeźba architektoniczna tworzą liczne figurki aniołów i demonów zdobiące elementy konstrukcyjne i detale.

### Symbolika
W niemalże całym swoim oeuvre, zwłaszcza w okresie dojrzałym i późnym Hieronim Bosch korzystał z licznych motywów fantastycznych, rzeczywistych przedmiotów i przyrody, które mają w różnym stopniu określoną symbolikę. Dzięcioł oznaczał zwycięstwo nad grzechem, puszczyk oznaczał herezję, szczekający pies obmowę. Liściaste drzewa często są interpretowane jako odpowiednik drzew majowych, znanym z wiejskich zabaw wiosennych, na których duchowni wraz z ludem oddawali się rozwiązłości, spróchniałe pnie drzew skutki grzechów. Dzbanki oznaczają żeński organ płciowy; z drugiej strony diabła, który wyłania się z dzbanka podczas sabatu czarownic. Motyw noża kojarzony jest z męskim narządem płciowym. Biały łabędź symbolizuje obecność duszy zmarłego w niebie, jednakże w kontekście dzieł Boscha ptak ten był godłem Bractwa Najświętszej Marii Panny. Co roku na uczcie podawano ciemne mięso pieczonego łabędzia, a artysta w roku 1489 zafundował konfratrom taką uroczystość.
|       |          |     |               |      |                    |
| Ptaki | Puszczyk | Nóż | Latające ryby | Dudy | Spróchniałe drzewo |

### Niekwestionowane dzieła Boscha

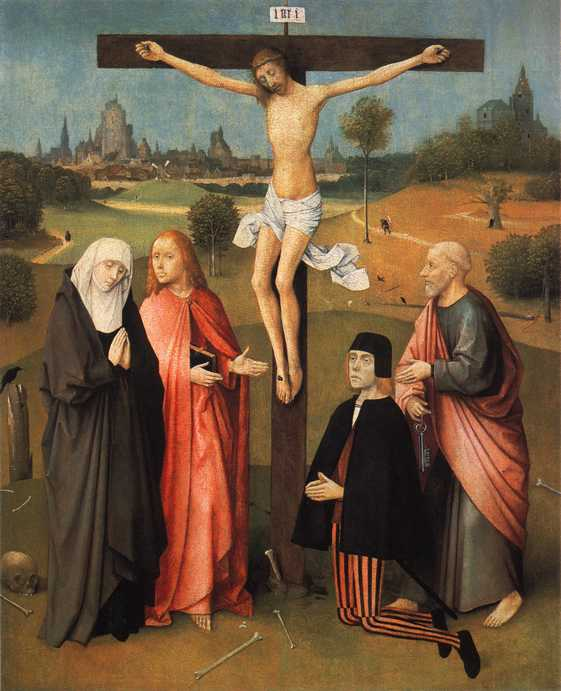
Ukrzyżowanie z donatorem

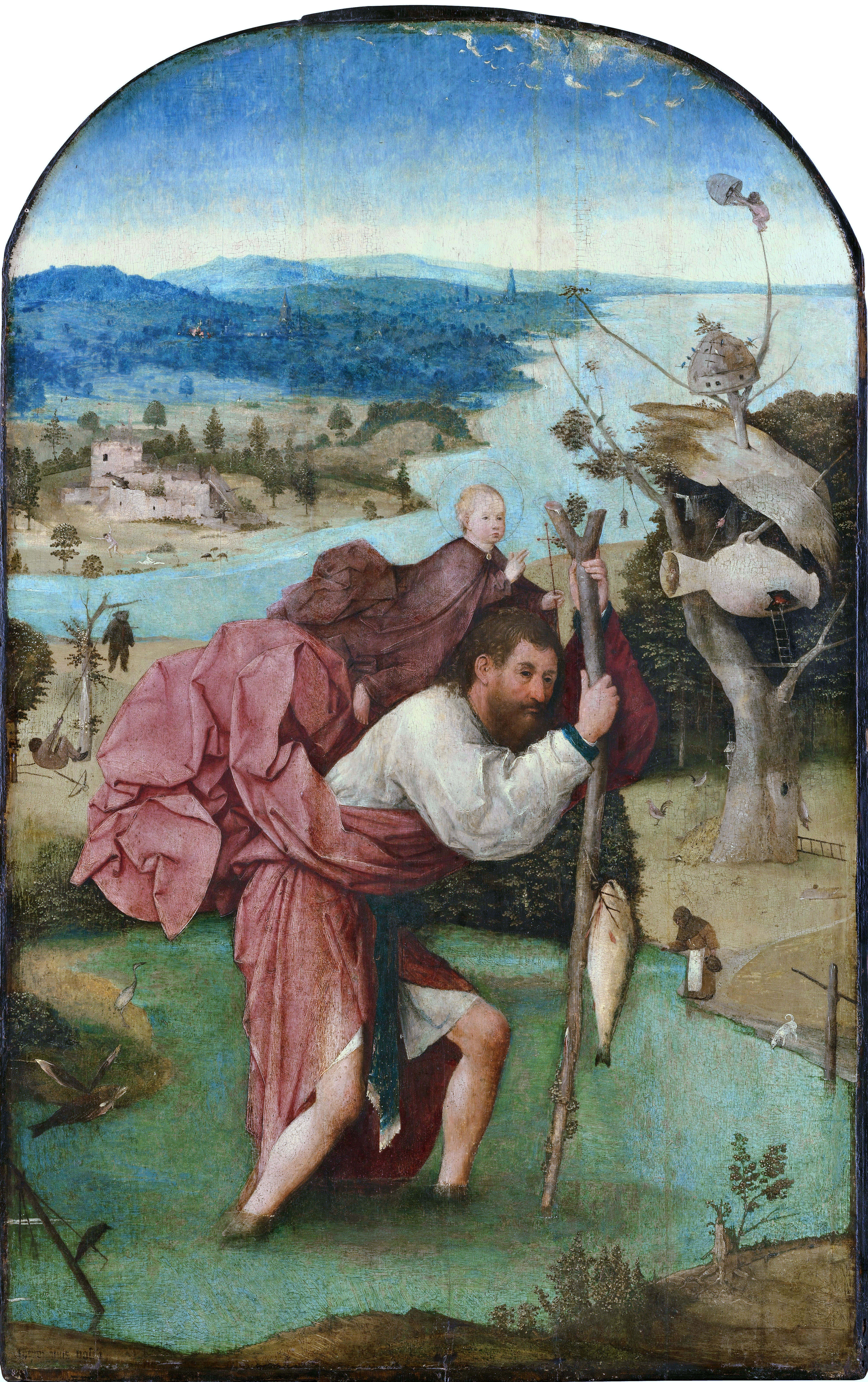
Św. Krzysztof

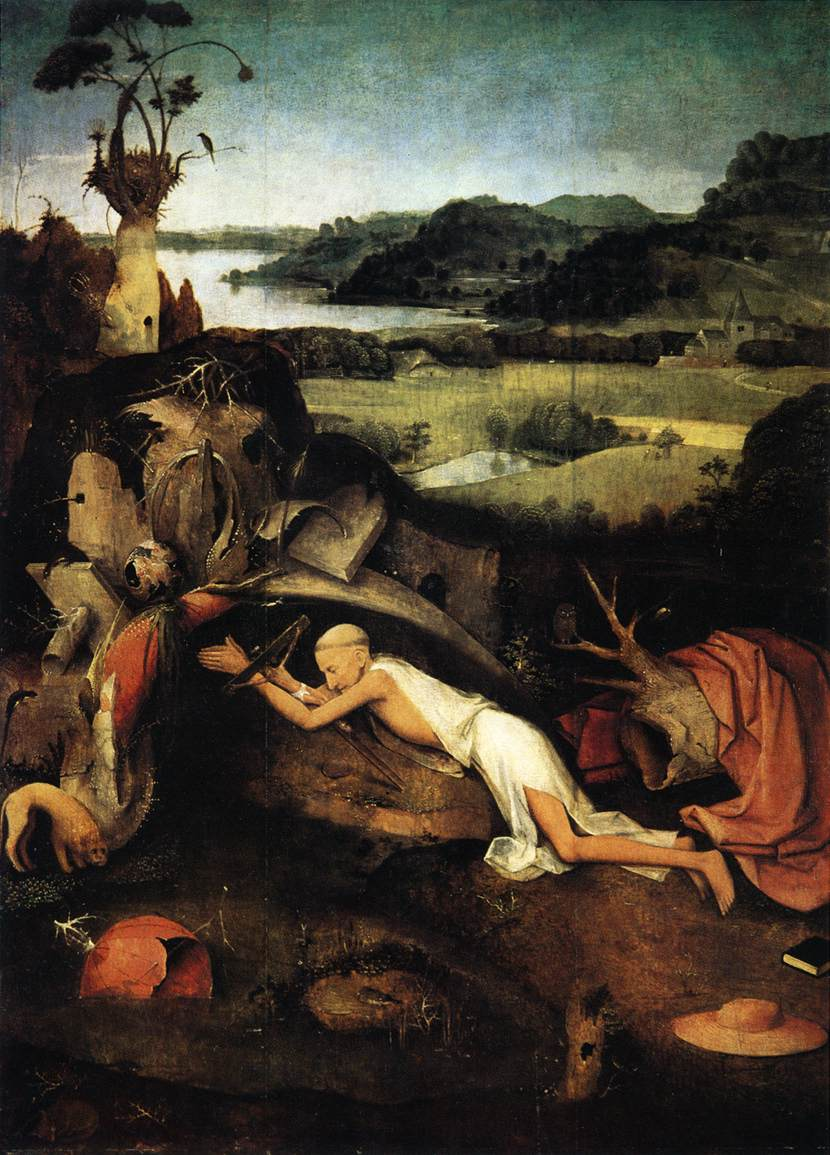
Pokutujący św. Hieronim

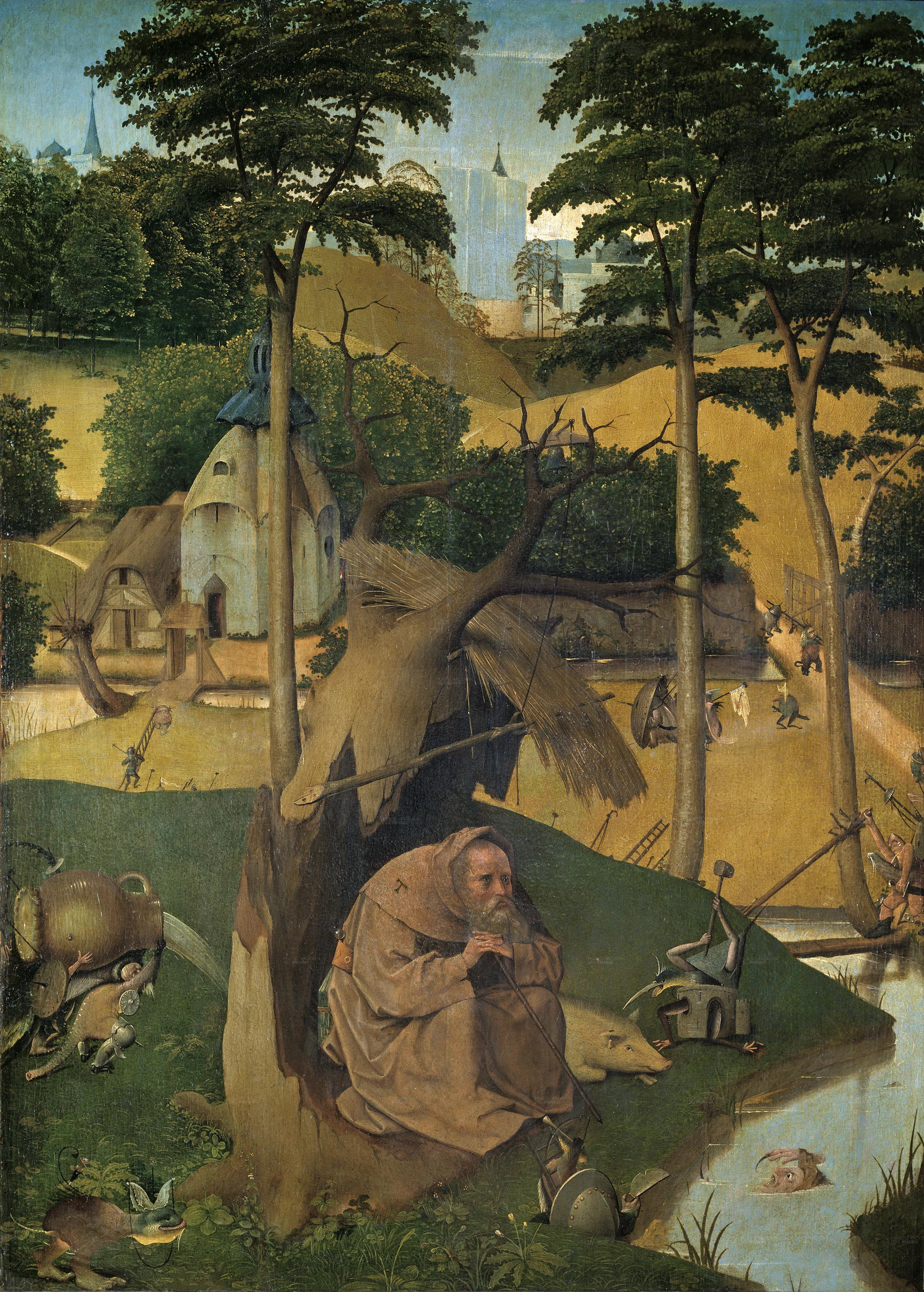
Kuszenie św. Antoniego (naśladowca)

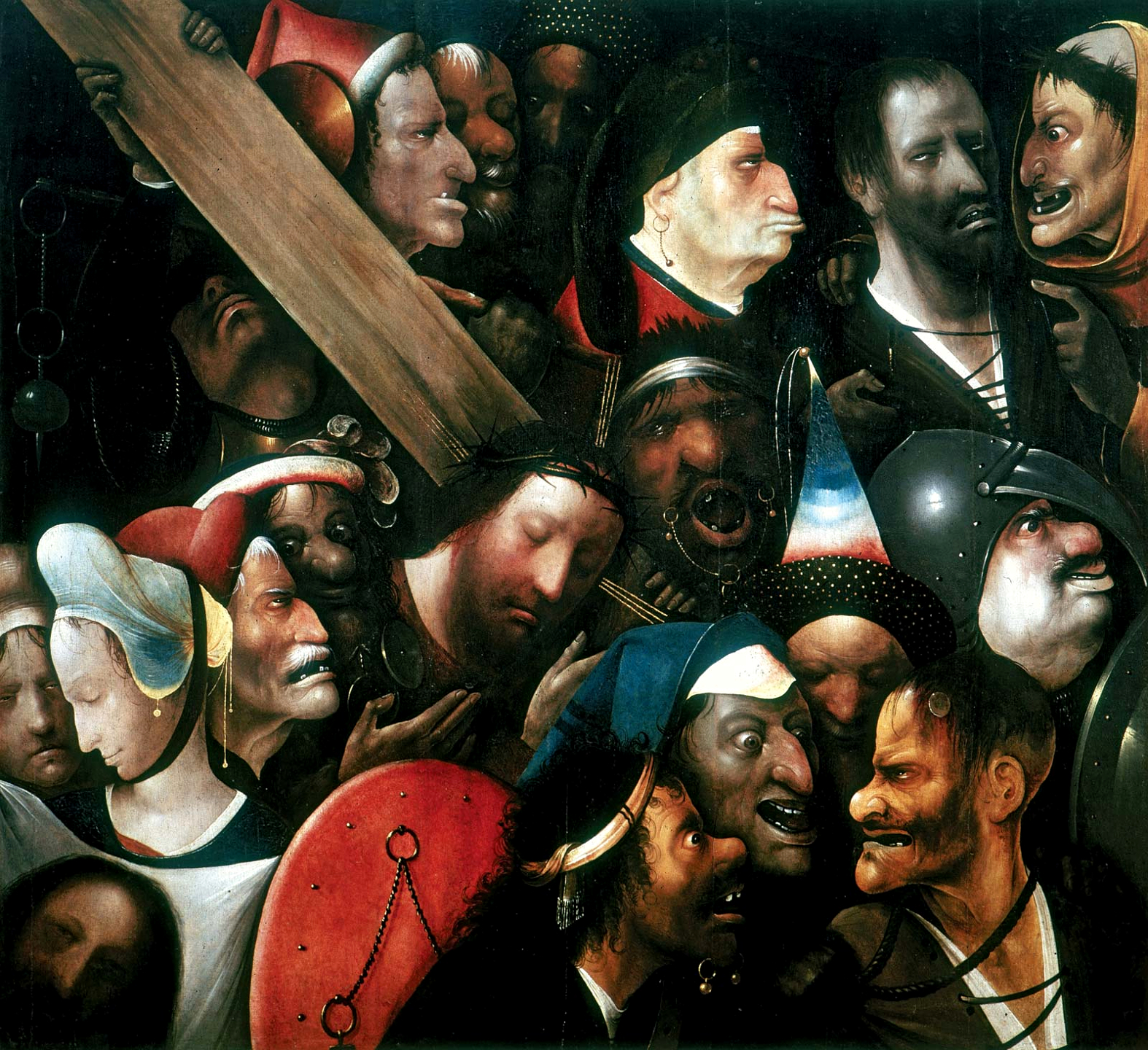
Chrystus dźwigający krzyż (naśladowca)

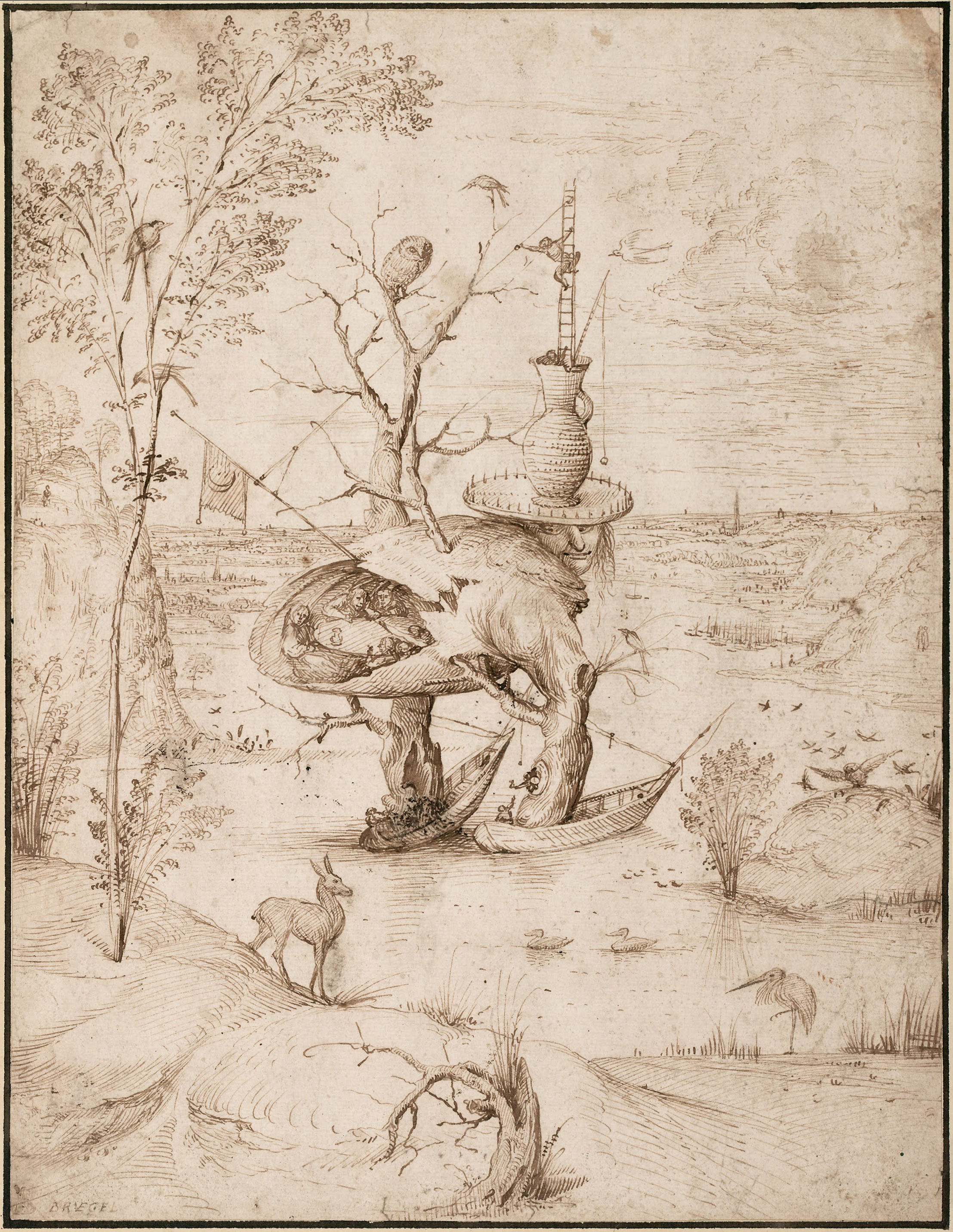
Człowiek-drzewo (piórko i bistr)

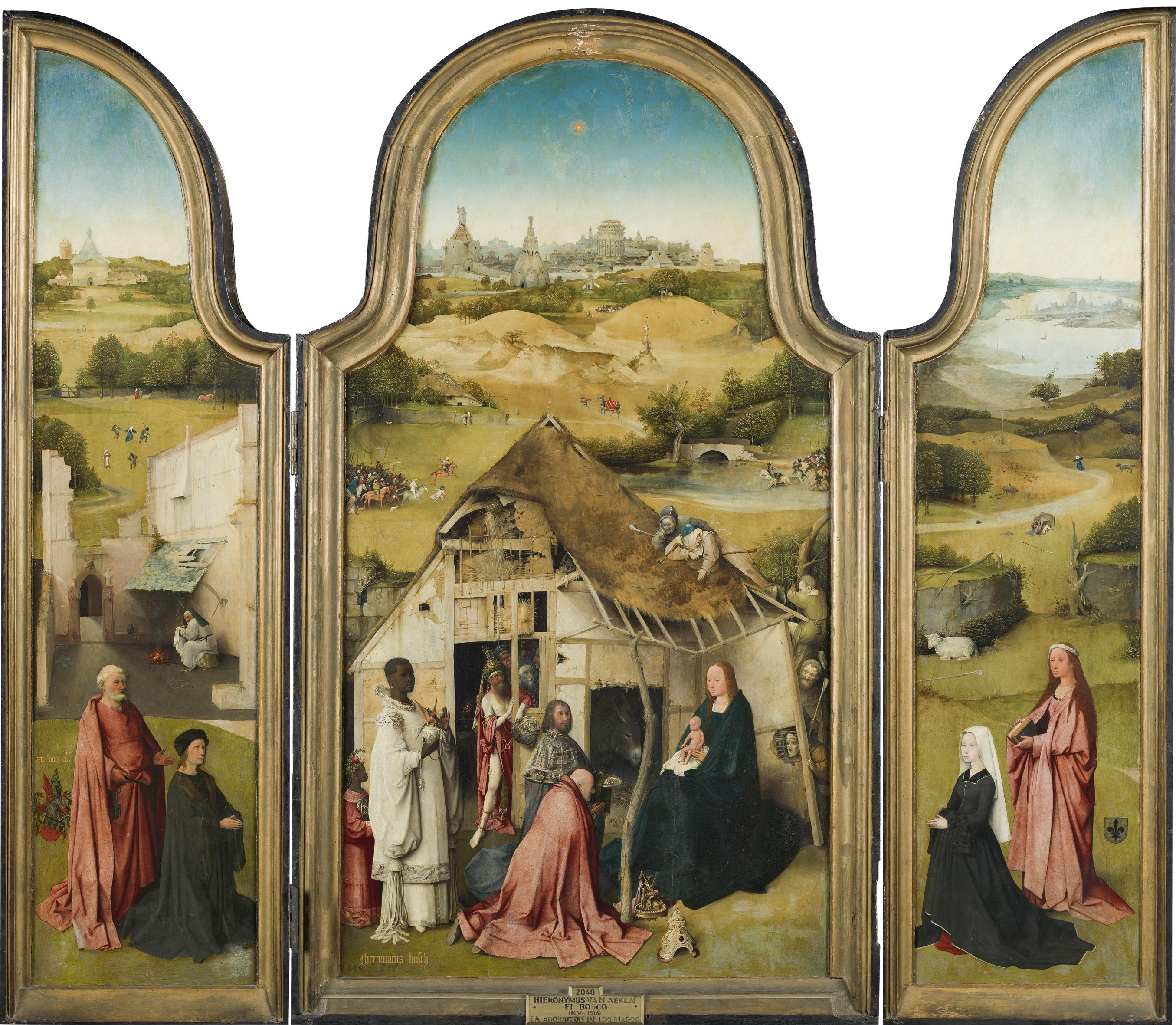
Pokłon Trzech Króli (Epifania)

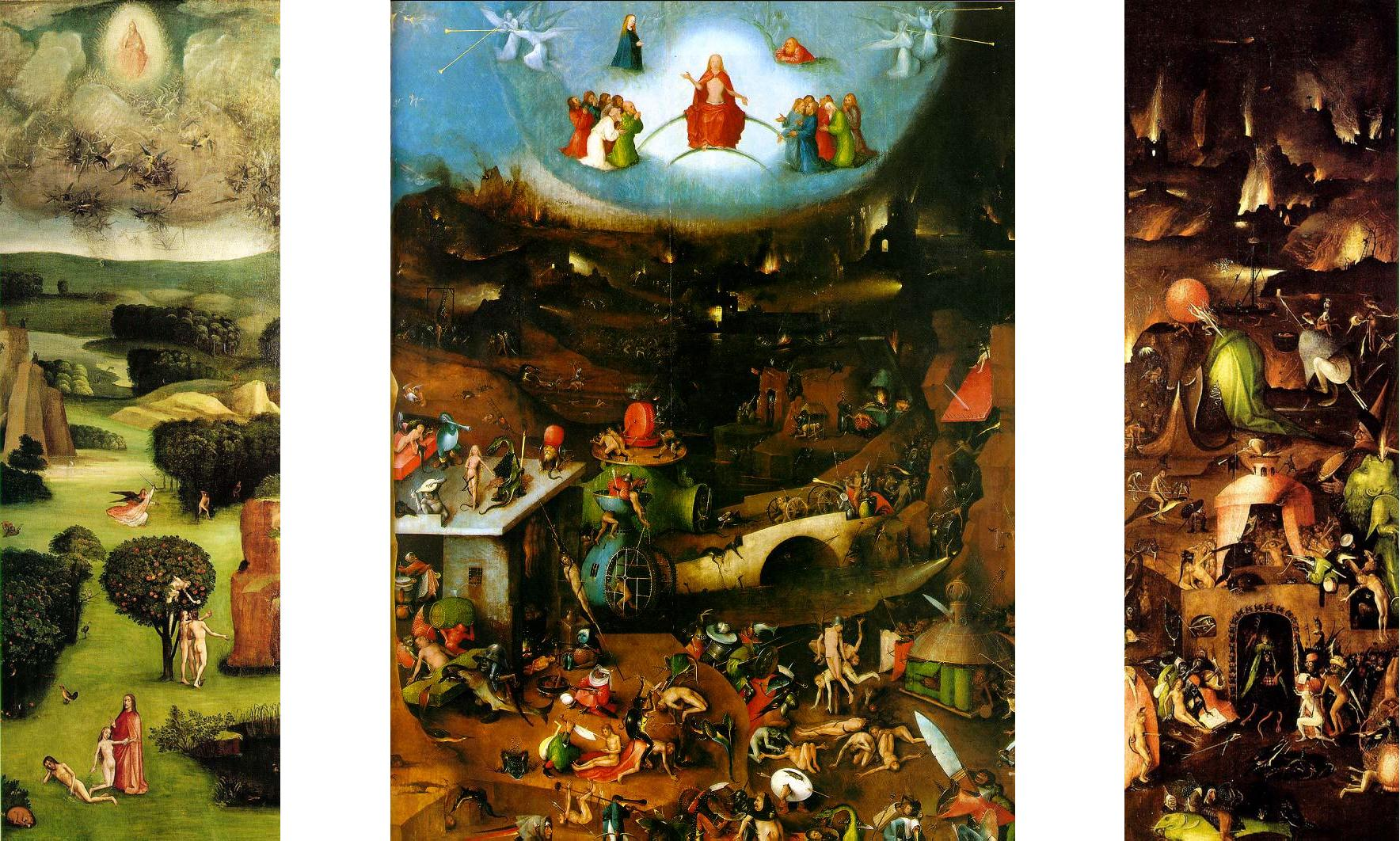
Sąd Ostateczny

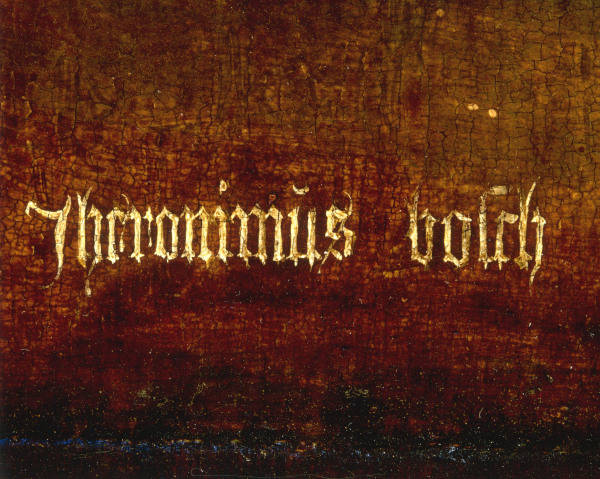
Sygnatura Boscha

Sporna jest chronologia spuścizny artysty. Jego obrazy nie są datowane, dlatego większość publikacji o Boschu nie podaje roku powstania poszczególnych dzieł. Tradycyjny schemat podziału na trzy etapy: wczesny 1490–1500, dojrzały 1500–1510 (tu większość słynnych tryptyków) oraz późny 1510–1516, utrwalony klasyczną monografią Charlesa de Tolnaya (Bazylea 1937; Baden Baden 1965), nie wytrzymał próby czasu. Zakwestionowały go badania dendrochronologiczne oraz drobiazgowa analiza stylistyczna. Przełomem okazała się wystawa dzieł w Rotterdamie w 2001, która radykalnie przewartościowała stan wiedzy o artyście.
- Ukrzyżowanie z donatorem – 73,5 × 61,3 cm, Królewskie Muzea Sztuk Pięknych, Bruksela
- Ecce Homo – 75 × 61 cm, Städelsches Kunstinstitut, Frankfurt nad Menem
- Cierniem koronowanie lub Naigrawanie – 73 × 59 cm, National Gallery w Londynie
- Niesienie krzyża – 57,2 × 32 cm, Kunsthistorisches Museum, Wiedeń
  - Bawiące się dziecko lub Dzieciątko Jezus z kojcem i wiatraczkiem – śr. 28 cm, medalion na rewersie
- Pokłon Trzech Króli (Epifania) – 138 × 138 cm, Prado, Madryt (tryptyk)
  - Pokłon Trzech Króli – 138 × 72 cm, tablica środkowa
  - Fundator ze św. Piotrem i Józefem – 138 × 33 cm, lewe skrzydło
  - Fundatorka ze św. Agnieszką – 138 × 33 cm, prawe skrzydło
  - Msza św. Grzegorza – 138 × 66 cm, strony zewnętrzne tryptyku, en grisaille
- Ogród rozkoszy ziemskich lub Tysiącletnie królestwo – Prado, Madryt (tryptyk)
  - Ogród rozkoszy – 220 × 195 cm, tablica środkowa
  - Raj ziemski – 220 × 97 cm, lewe skrzydło
  - Piekło muzykantów – 220 × 97 cm, prawe skrzydło
  - Wędrowiec – 135 × 90 cm, strona zewnętrzna skrzydeł
  - Stworzenie świata – – 220 × 195 cm, zewnętrzna strona tryptyku, en grisaille
- Sąd Ostateczny – Akademia Sztuk Pięknych w Wiedniu (tryptyk)
  - Sąd Ostateczny – 163,7 × 127 cm, tablica środkowa tryptyku
  - Upadek aniołów, stworzenie Ewy, grzech pierworodny, wypędzenie z Raju – 167,7 × 60 cm, lewe skrzydło
  - Piekło – 167 × 60 cm, prawe skrzydło
  - Św. Jakub z Composteli – 167 × 60 cm, lewe zewnętrzne skrzydło, en grisaille
  - Św. Bawo z Gandawy – 167 × 60 cm, prawe zewnętrzne skrzydło, en grisaille
- Wizje zaświatów – 86,5 × 39,5 cm (każde skrzydło), Pałac Dożów, Wenecja (skrzydła tryptyku)
  - Błogosławieni w ziemskim raju
  - Wzniesienie błogosławionych do raju
  - Upadek potępionych
  - Piekło
- Tryptyk Świętych Pustelników 86 × 100 cm, Pałac Dożów, Wenecja
  - Kuszenie św. Antoniego – 86 × 60 cm, tablica środkowa
  - Pokuta św. Hieronima – 86 × 20 cm, lewe skrzydło
  - Pokuta św. Eligusza – 86 × 20 cm, prawe skrzydło
- Uczta w Kanie – skrzydła tryptyku, którego tablica środkowa zaginęła
  - Statek szaleńców – lewe skrzydło, 57,8 × 32,5 cm, Luwr, Paryż
  - Alegoria Obżarstwa i Pijaństwa – lewe skrzydło, 35,8 × 32 cm, Yale University Museum and Gallery of Art, New Haven
  - Śmierć skąpca – prawe skrzydło, 92,6 × 30,8 cm, National Gallery of Art, Waszyngton
  - Wędrowiec lub Syn marnotrawny – rewers skrzydeł, śr. 71,5 cm, Museum Boijmans Van Beuningen, Rotterdam
- Tryptyk św. Julii (św. Kumernis, św. Wilgeraty lub św. Liberaty) – 104 × 119 cm, Pałac Dożów, Wenecja
  - Ukrzyżowanie św. Julii – 104 × 63 cm, tablica środkowa
  - Św. Antoni rozmyślający – 104 × 28 cm, lewe skrzydło
  - Handlarze niewolników – 104 × 28 cm, prawe skrzydło
- Kuszenie św. Antoniego – 131,5 × 225 cm, Museu National de Arte Antiga, Lizbona
  - Kuszenie św. Antoniego – 131,5 × 119 cm, tablica środkowa
  - Porwanie i upadek św. Antoniego – 131,5 × 53 cm, lewe skrzydło
  - Św. Antoni rozmyślający – 131,5 × 53 cm, lewe skrzydło
  - Pojmanie Chrystusa w Getsemani – lewe zewnętrzne skrzydło
  - Niesienie krzyża – prawe zewnętrzne skrzydło
- Św. Jan Chrzciciel na pustkowiu – 48,5 × 40 cm, Museo Lázaro Galdiano
- Święty Jan Ewangelista na wyspie Patmos – 63 × 43,3 cm, Gemäldegalerie, Berlin
  - Medalion ze scenami Męki Pańskiej lub Pasja z pelikanem – śr. ok. 39 cm, odwrocie obrazu, en grisaille
- Pokutujący św. Hieronim – 77 × 59 cm, Museum voor Schone Kunsten, Gandawa
- Św. Krzysztof – 113 × 71,5 cm, Museum Boijmans Van Beuningen, Rotterdam

### Repliki, kopie, pastisze, imitacje, warianty
- Siedem grzechów głównych i Cztery rzeczy ostateczne lub Stół Mądrości – 120 × 150 cm, Prado, Madryt (warsztat z udziałem Boscha lub krąg z pocz. XVI w.)
- Kopia lewego skrzydła Ogrodu Rozkoszy – 186 × 77 cm, Escorial, Madryt (warsztat Boscha)
- Św. Antoni Pustelnik – pocz. XVI w., 70 × 51 cm, Prado, Madryt (warsztat z pocz. XVI w.)
- Leczenie głupoty – 48 × 35 cm, Prado, Madryt (Bosch z warsztatem lub sam warsztat)
- Szarlatan lub Kuglarz – 53 × 65 cm, Musée Municipal, Saint-Germain-en-Laye (warsztat z pocz. XVI w.)
- Ecce Homo – Museum of Fine Arts, Boston (warsztat z przełomu XV/XVI w.)
- Sąd Ostateczny – tryptyk, 99,5 × 117,5 cm, Groeningemuseum, Brugia (warsztat z udziałem Boscha?)
- Sąd Ostateczny – tryptyk, wys. 90 / 95 cm (część środkowa / skrzydła); szer. 57 / 25 cm (część środkowa / skrzydła), Zamek Królewski na Wawelu, Kraków (Niderlandy, około połowy w. XVI, warsztat),
- Wóz z sianem – tryptyk, 147 × 232 cm, Escorial, Madryt (kopia, warsztat lub krąg Boscha)
  - Tryumfalny przejazd wozu z sianem – 140 × 100 cm, tablica środkowa
  - Upadek aniołów, stworzenie Ewy, grzech pierworodny, wypędzenie z raju – 147 × 66 cm, lewe skrzydło
  - Piekło – 147 × 66 cm, prawe skrzydło
- Pokłon Trzech Króli – 74 × 54 cm, Museum of Fine Arts, Filadelfia (kopia według Boscha, warsztat lub krąg)
- Pokłon Trzech Króli – 71,1 × 56,6 cm, Metropolitan Museum of Art, Nowy Jork (warsztat lub naśladowca z pocz. XVI w.)
- Pokłon Trzech Króli – tryptyk, 1525-40, 80,4 × 115,4 cm, Dom Erazma, Anderlecht (naśladowca)
- Pokłon Trzech Króli – Suermondt-Ludwig-Museum, Akwizgran (kopia według Boscha z ok. 1540 lub późniejsza)
- Niesienie krzyża – 150 × 94 cm, Escorial, Madryt (warsztat z ok. 1500)
- Chrystus dźwigający krzyż – 1510-35, 76,7 × 83,5 cm, Koninklijk Museum voor Schone Kunsten, Gandawa (naśladowca)
- Cierniem koronowanie, Naigrawanie i Biczowanie – 163 × 191 cm, tryptyk, Museo de Bellas Artes, Walencja (naśladowca z ok. 1530)
- Piekło – 60 × 114 cm, Stara Pinakoteka, Monachium (naśladowca z pocz. XVI w.)
- Chrystus wśród mędrców żydowskich – Zamek Opočno, Czechy (naśladowca z ok. 1545 lub później)
- Tryptyk Hioba (ze Św. Antonim w pustelni oraz Św. Hieronimem w pokucie na skrzydłach) – Groeningemuseum, Brugia (warsztat)
- Tablice z Potopem – > Museum Boijmans Van Beuningen, Rotterdam (warsztat)
  - Piekło (Upadek zbuntowanych aniołów) – 69 × 35 cm, lewe skrzydło
  - Ludzkość prześladowana przez diabły (Wypędzenie demonów, Siewca i diabeł) – śr. 32,4 cm, strona odwrotna
  - Potop (Arka Noego na górze Ararat)  – 69,5 × 38 cm, prawe skrzydło
  - Ludzkość prześladowana przez diabły (Dusza nawiedzona przez demony, Powrót grzesznika do Boga) – śr. 32,4 cm, strona zewnętrzna
- Wóz z sianem – tryptyk, 135 × 190 cm, Prado, Madryt (warsztat z początkowym udziałem Boscha?)
- Cierniem koronowanie – 165 × 195 cm, Escorial, Madryt (naśladowca)
- Ecce Homo – 52 × 53,9 cm, Museum of Fine Arts, Filadelfia (naśladowca)
- Uczta w Kanie – 93 × 72 cm, Museum Boijmans Van Beuningen, Rotterdam (warsztat lub krąg)
- Narodziny – 66 × 43 cm, Wallraf-Richartz Museum, Kolonia (naśladowca)
- Siedem grzechów głównych – 86,5 × 56 cm, Geneva Fine Arts Foundation, Genewa (naśladowca, 1520-30)

#### Rysunki i szkice
Wszystkie rysunki piórkiem i bistrem (ciemnobrązową farbą z sadzy drzewnej) na papierze.
- Czarownice – 20,3 × 26,4 cm, Luwr, Paryż
- Człowiek-drzewo – 27,7 × 21,1 cm, Albertina, Wiedeń
- Dwa monstra – 16,3 × 11,7 cm, Gabinet Rycin, Berlin
- Dwie czarownice – 12,5 × 8,5 cm, Museum Boijmans Van Beuningen, Rotterdam
- Dwie głowy (karykatura) – 13,3 × 10 cm, Kolekcja Lehmanna, Nowy Jork
- Gnom z łodzią wokół szyi – 17,6 × 15,3 cm, Akademia Sztuk Pięknych w Wiedniu
- Kobieta i mężczyzna w ulu – 19,2 × 27 cm, Albertina, Wiedeń
- Kuszenie św. Antoniego – 25,7 × 17,5 cm, Gabinet Rycin, Berlin
- Mężczyźni w rozbitym jaju – 257 × 176 mm, Berlin, Gabinet Rycin
- Pole ma oczy, a las uszy – 20,2 × 12,7 cm, Gabinet Rycin, Berlin
- Sowie gniazdo – 14 × 19,6 cm, Museum Boijmans Van Beuningen, Rotterdam
- Statek szaleńców – 25,6 × 16,6 cm, Luwr, Paryż
- Studia potworów – 31,8 × 21 cm, Ashmolean Museum, Oksford
- Żebracy – 26,5 × 19,9 cm, Biblioteka Królewska, Bruksela
- Żebrak – 28,5 × 20,5 cm, Albertina, Wiedeń